# Manzhouli
Manzhouli (en chino, 满洲里; pinyin, Mǎnzhōulǐ ; en mongol: Манжуур, romanizado: Manjuur ; en ruso: Маньчжурия, romanizado: Man'zhjurya)
es una subprefectura bajo la administración directa de la ciudad-prefectura de Hulunbuir, en la Región Autónoma de Mongolia Interior, República Popular China. Su área es de 734 km² y su población total para 2010 superó los 249 mil habitantes.

## Toponimia
Se encuentra junto al Lago Hulun, en la frontera con Rusia. De hecho, su nombre procede del ruso Маньчжурия Man'zhjurya, que literalmente se traduce por Manchuria.
Manzhouli es su transliteración al chino, pero la pronunciación difiere, esto se debe a la dificultad que tienen los sinohablantes de reproducir algunos sonidos como el caso de la "R" que tienden a cambiar por la "L".
De acuerdo con Nakami Tatsuo, Philip Franz von Siebold fue el que trajo el uso del término Manchuria por los europeos después de tomarlo prestado de los japoneses, que fueron los primeros en usarla de manera geográfica en el siglo XVIII, aunque ni la lengua manchú ni china tenían un término en su propio idioma equivalente a «Manchuria», pues tiene connotaciones imperialistas.

## Administración
Desde julio de 2020, la subprefectura Manzhouli se divide en 6 pueblos que se administran en 5 subdistritos y 1 poblado.

## Historia
En la antigüedad, el área fue habitada por muchas tribus que vivían en Manchuria incluyendo los pueblos donghu, xiongnu, xianbei, kitán, jurchen y los mongoles. Durante el descenso de la última dinastía de China, el Imperio ruso obligó a la casa de Qing (1644-1912) a ceder el territorio de Manchuria exterior en el Tratado de Aigun de 1858. Ese tratado situó en el río Argun, que discurre por esta región, la frontera entre China y Rusia.

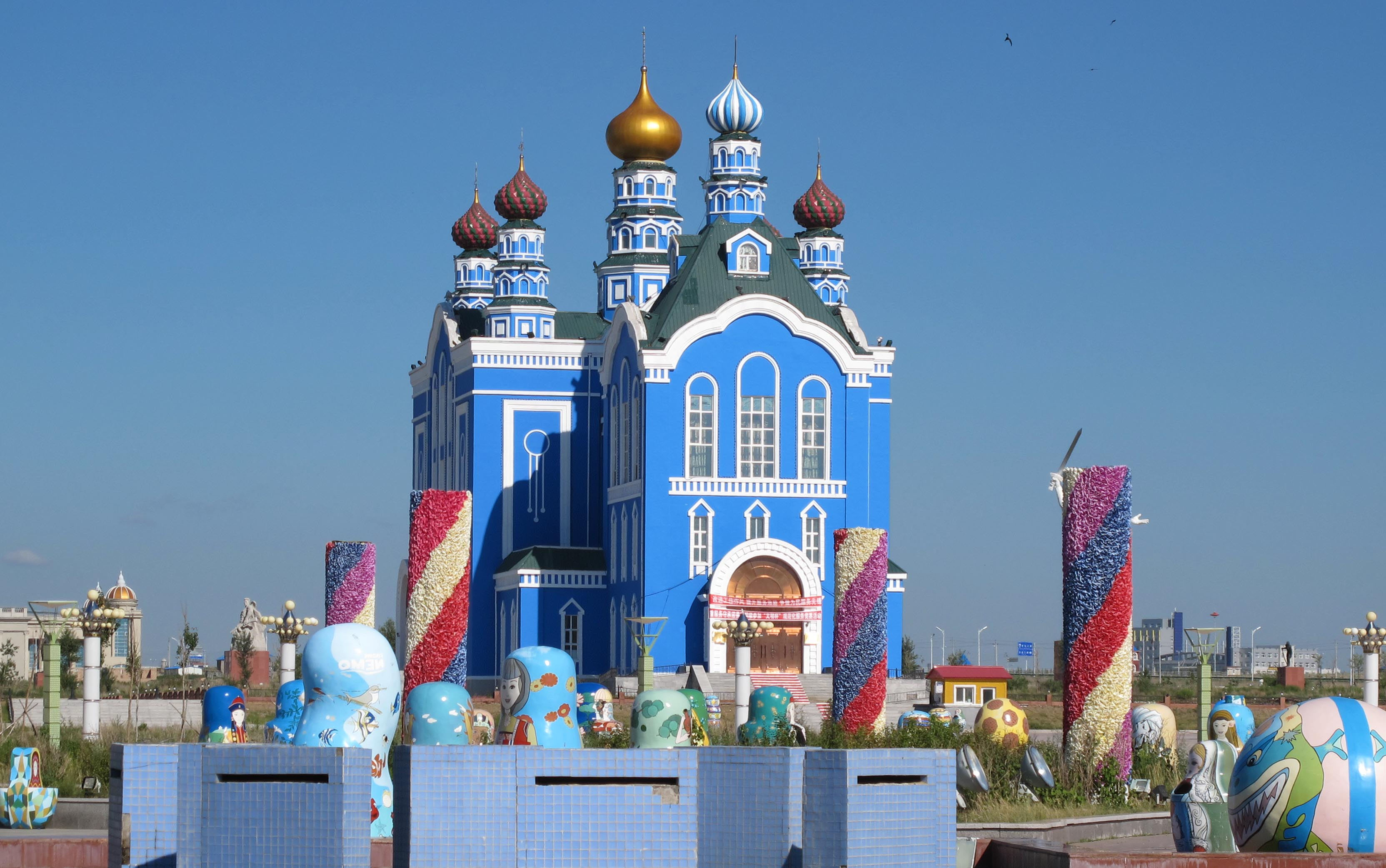
Influencia rusa en la ciudad. Iglesia ortodoxa en la plaza Matryoshka de Manzhouli.

En 1901 se completó el Ferrocarril del Lejano Oriente de China en conformidad con el Tratado secreto sino-ruso de 1896, que unía Siberia, el noreste de China —Manchuria (interior)—, y el Lejano Oriente de Rusia. A continuación se formó un asentamiento alrededor de la estación de Manchzhuriya, la primera parada dentro de Manchuria para los rusos. Fue el comienzo de la moderna ciudad de Manzhouli, cuyo nombre procede del ruso Manchzhuriya (es decir, Маньчжурия, «Manchuria»).
En 1905 Manzhouli fue designado centro comercial del Tratado sino-japonés de 1905, aumentando en gran medida el crecimiento de Manzhouli. En 1908 se estableció la aduana en Manzhouli. Bajo la República de China, Manzhouli quedó bajo la jurisdicción de la provincia de Hsingan. En 1927, Manzhouli alcanzó el estatus de ciudad. Aunque con Hsingan y las zonas circundantes, Manzhouli quedó bajo control japonés en 1931, y fue parte del Imperio de Manchukuo de 1932 a 1945. Se convirtió en parte de Mongolia Interior bajo soberanía de China a partir de 1946.
En 1992 Manzhouli se convirtió en una de las primeras ciudades de la frontera terrestre abiertas por la República Popular de China. Desde entonces, ha experimentado un auge como centro del comercio fronterizo entre China y Rusia.

## Geografía y clima
Manzhouli se encuentra en la parte occidental de la ciudad-prefectura de Hulunbuir. Al este, sur y oeste limita con los condados de Barghu, también en Hulunbuir, y Rusia al norte, con el que comparte una frontera de 54 kilómetros de largo. La ciudad rusa de Zabaikalsk está situado inmediatamente al norte de la isleta Abagaitu y Manzhouli.
El lago Hulun, al sur, es el quinto mayor lago de agua dulce de la República Popular China con una superficie de 2 600 kilómetros cuadrados y una profundidad media de sólo cinco metros.
Manzhouli tiene un clima más bien seco monzónico, de influencia continental húmedo (clasificación climática de Köppen, Dwb), con temperaturas en invierno capaces de alcanzar los -40 °C. Sin embargo, en cada mes hay más de un 55% días soleados, y más de tres cuartas partes de la precipitación anual se produce de junio a agosto.
| Parámetros climáticos promedio de Manzhouli           | Parámetros climáticos promedio de Manzhouli | Parámetros climáticos promedio de Manzhouli | Parámetros climáticos promedio de Manzhouli | Parámetros climáticos promedio de Manzhouli | Parámetros climáticos promedio de Manzhouli | Parámetros climáticos promedio de Manzhouli | Parámetros climáticos promedio de Manzhouli | Parámetros climáticos promedio de Manzhouli | Parámetros climáticos promedio de Manzhouli | Parámetros climáticos promedio de Manzhouli | Parámetros climáticos promedio de Manzhouli | Parámetros climáticos promedio de Manzhouli | Parámetros climáticos promedio de Manzhouli |
| Mes                                                   | Ene.                                        | Feb.                                        | Mar.                                        | Abr.                                        | May.                                        | Jun.                                        | Jul.                                        | Ago.                                        | Sep.                                        | Oct.                                        | Nov.                                        | Dic.                                        | Anual                                       |
| ----------------------------------------------------- | ------------------------------------------- | ------------------------------------------- | ------------------------------------------- | ------------------------------------------- | ------------------------------------------- | ------------------------------------------- | ------------------------------------------- | ------------------------------------------- | ------------------------------------------- | ------------------------------------------- | ------------------------------------------- | ------------------------------------------- | ------------------------------------------- |
| Temp. máx. abs. (°C)                                  | -0.6                                        | 8.1                                         | 18.4                                        | 30.0                                        | 34.3                                        | 37.8                                        | 37.9                                        | 36.6                                        | 32.9                                        | 25.6                                        | 11.0                                        | 1.2                                         | '                                           |
| Temp. media (°C)                                      | −23.3                                       | −19.4                                       | −9.9                                        | 1.8                                         | 10.9                                        | 17.4                                        | 19.6                                        | 16.9                                        | 9.6                                         | −0.1                                        | −12.0                                       | −20.3                                       | −0.63                                       |
| Temp. mín. abs. (°C)                                  | −40.5                                       | −40.5                                       | −33.1                                       | −21.6                                       | −11.6                                       | −2.4                                        | 2.5                                         | 0.8                                         | −9.5                                        | −23.8                                       | −34.0                                       | −39.4                                       | '                                           |
| Precipitación total (mm)                              | 0.8                                         | 0.8                                         | 2.4                                         | 6.7                                         | 16.3                                        | 59.0                                        | 98.5                                        | 76.7                                        | 32.6                                        | 6.0                                         | 1.9                                         | 1.7                                         | 303.4                                       |
| Días de precipitaciones (≥ 0.1 mm)                    | 1.8                                         | 1.7                                         | 2.7                                         | 3.5                                         | 5.3                                         | 10.8                                        | 13.9                                        | 12.1                                        | 8.1                                         | 3.6                                         | 2.8                                         | 3.6                                         | 69.9                                        |
| Horas de sol                                          | 186                                         | 198                                         | 248                                         | 270                                         | 279                                         | 300                                         | 279                                         | 279                                         | 240                                         | 217                                         | 180                                         | 155                                         | 2831                                        |
| Fuente: Weather China, World Climate Guide (sun only) |                                             |                                             |                                             |                                             |                                             |                                             |                                             |                                             |                                             |                                             |                                             |                                             |                                             |

## Transporte

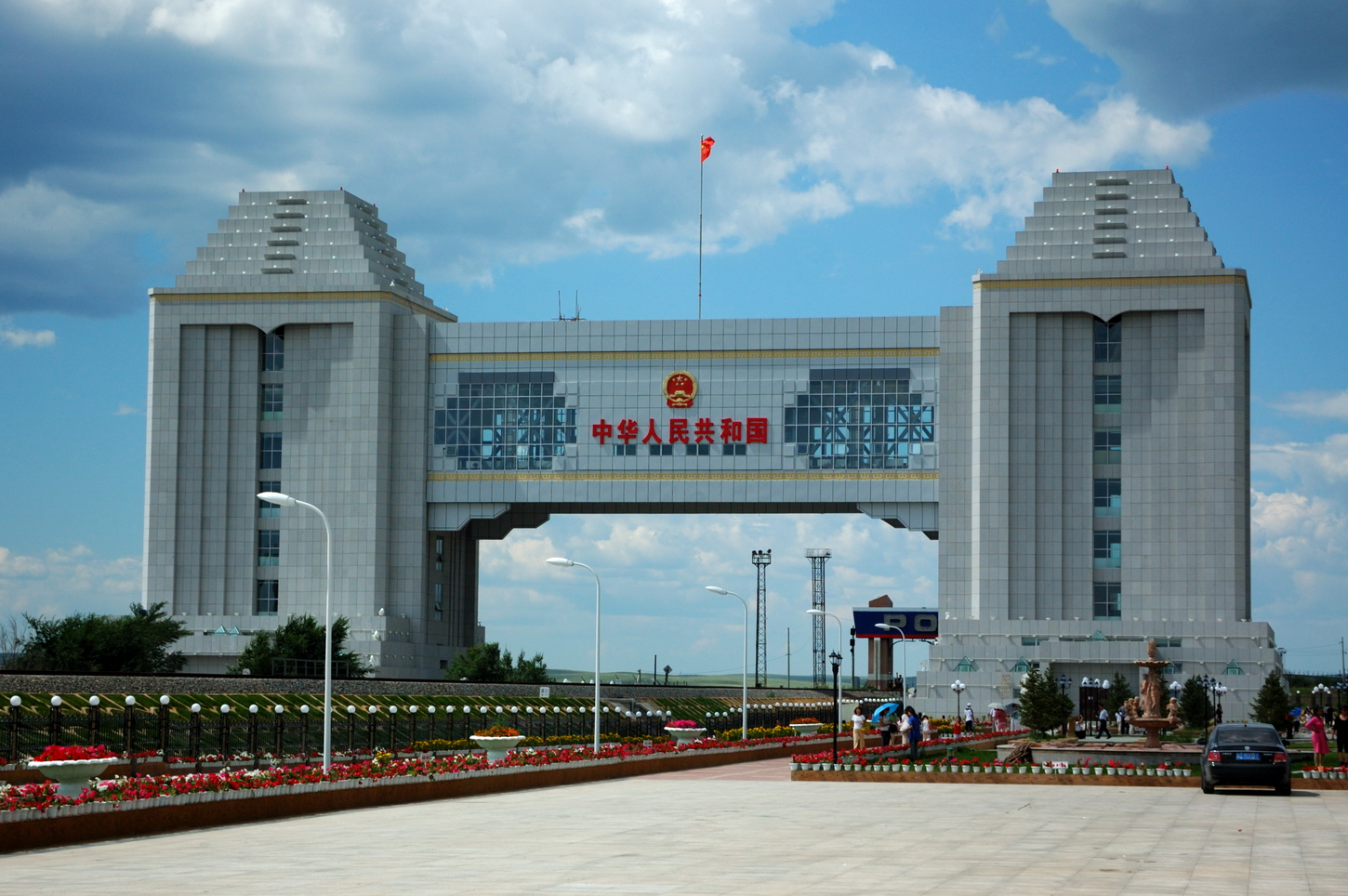
La puerta de Manzhouli, que marca la frontera entre China y Rusia por ferrocarril.

Los trenes que conectan Moscú con Pekín en el Transmanchuriano, la rama del ferrocarril Transiberiano, pasan por la estación de tren de Manzhouli. También hay líneas ferroviarias a Chitá, Krasnokámensk, Irkutsk y Ulán-Udé. Hay un cambiador de ancho de transbordo multimodal que fue inaugurado en 2008 en la frontera rusa en Zabaikalsk.
El Aeropuerto de Manzhouli se encuentra en la parte occidental de la ciudad. Los pasajeros pueden viajar a Pekín y a la capital de Mongolia Interior, Hohhot, desde este aeropuerto, así como a la ciudad rusa de Chitá y a la ciudad capital de Mongolia, Ulán Bator a través de Choybalsan.
Por la ciudad discurre la Autopista National 301, que conecta a Manzhouli con las localidades de Mongolia Interior y de Heilongjiang.

## Ciudades hermanas
Manzhouli está hermanada con las siguientes ciudades.
| Ciudad        | Provincia          | País  |
| ------------- | ------------------ | ----- |
| Chitá         | Krai de Zabaikalie | Rusia |
| Krasnokamensk | Krai de Zabaikalie | Rusia |
| Ulan-Ude      | Buriatia           | Rusia |